# Sant Josep de Batea
Sant Josep de Batea és una església de Batea (Terra Alta) inclosa a l'Inventari del Patrimoni Arquitectònic de Catalunya.

## Descripció
D'uns 7 x 4,5 m. de planta rectangular, tota de carreu, aquesta capella té una petita obertura a la part posterior. Coberta amb teula, a dues aigües, a sobre de l'original amb pedra.
La façana està dividida en tres parts: la baixa amb portada de mig punt adovellat, impostes i brancals tallats, després, un petit fris entre dues cornises motllurades seguit d'un frontó triangular sobre el que s'alça un petit campanar d'espadanya de totxo.

## Història
Al frontó hi ha una inscripció que diu: "C?N UN EXCESSIVO AMOR/BVSCANDO A XPO MARIA/AQUI SALIO QUIEN TRAHIA/LAS ARMAS DEL REDENTOR/~ P § F ~".